# 3830 Trelleborg
3830 Trelleborg este un asteroid din centura principală, descoperit pe 11 septembrie 1986 de Poul Jensen.